# 港珠澳大橋珠澳口岸

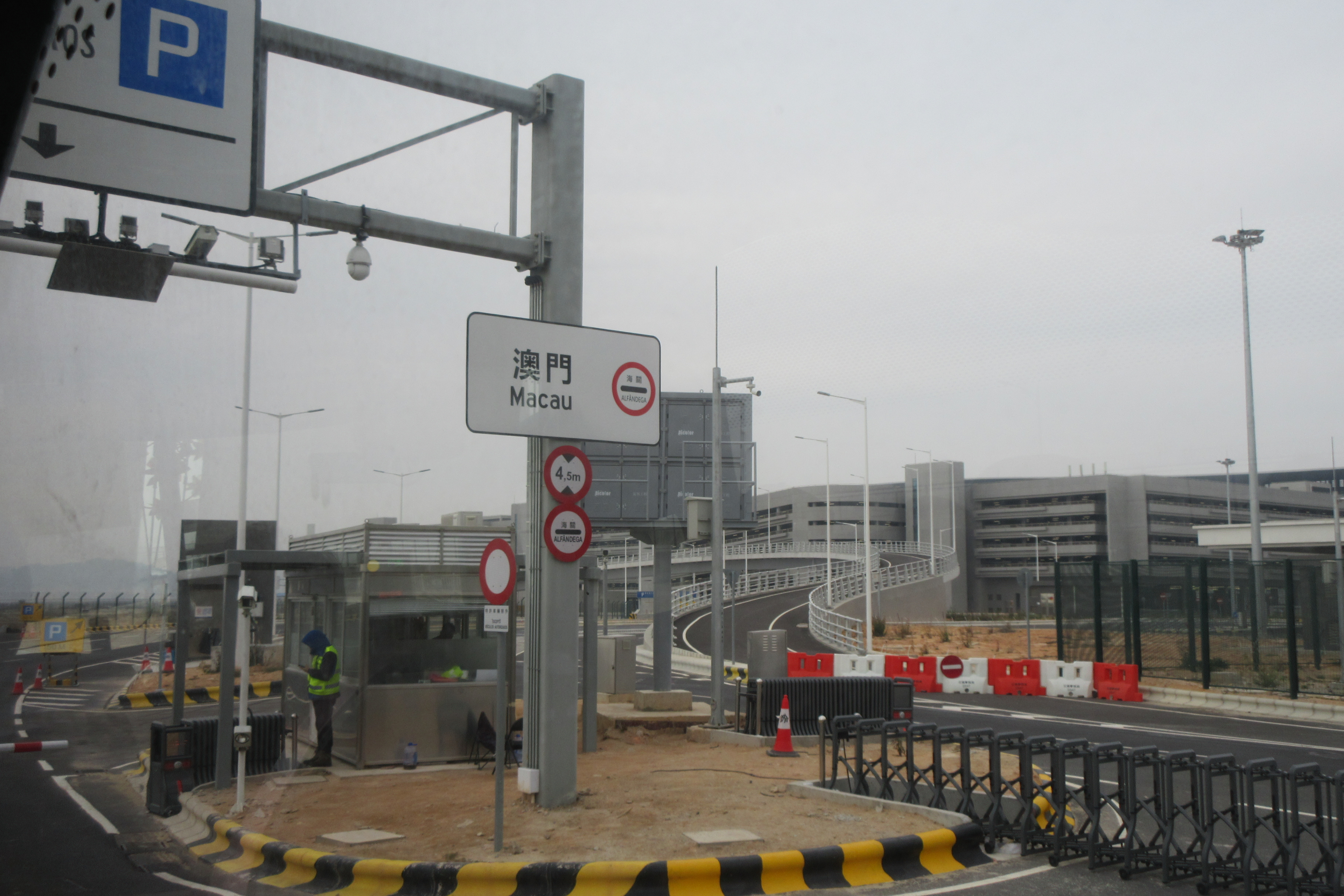
人工岛上的珠澳边界

港珠澳大橋珠澳口岸（葡萄牙語：Zona de Administração de Macau na Ilha Fronteiriça Artificial da Ponte Hong Kong–Zhuhai–Macau），位于珠澳口岸人工島，是港珠澳大桥工程的重要组成部分，人工岛设有澳門邊檢口岸與珠海公路口岸。人工岛位置於澳門新城區A区東面。

## 概要
作为港珠澳大桥重要组成部分，珠澳口岸人工島设有澳門邊檢大樓與珠海公路口岸。工程之填海部分于2009年12月15日开工，是港珠澳大桥项目最早开工的工程项目，也是港珠澳大桥项目中填海面积最大的人工岛工程，由中國交建（中交四航局二公司）負責填海工程，並由轄下中國港灣工程與上海建工集團合營承建澳門邊檢大樓，而珠海口岸及收費站匝道區域則分別由格力地產(珠海市人民政府關聯公司)子公司-格力港珠澳大桥人工岛发展有限公司，以及中鐵大橋局與上海隧橋合營承建。时任中共中央政治局常委、国务院副总理李克强出席并主持动工仪式。2013年11月28日，珠澳口岸人工岛填海工程正式完工。2017年12月18日，澳門邊檢大樓舉行點亮儀式，標誌着港珠澳大桥澳門邊檢大樓整體項目基本完工並達到通車條件。
2018年3月15日凌晨零時，珠澳口岸人工島澳門邊檢大樓管理區正式交付予澳門使用，而整套已劃定的澳門邊界亦正式成型。
根据海水潮位资料，确定人工岛地面标高为5米，能防御珠江口300年一遇的洪潮。
2019年，港珠澳大桥珠海口岸工程获得中国建筑行业工程质量最高荣誉鲁班奖。2020年11月12日，港珠澳大桥珠海口岸入选由国务院国资委发布的“2020年国有企业数字化转型典型案例”。

## 建造歷史
- 2009年12月15日，珠澳口岸人工島填海工程展開。
- 2013年11月28日，珠澳口岸人工島完成填海工程，並通過驗收。
- 2014年3-4月，收費站匝道連同珠海公路口岸動工。
- 2015年，珠海公路口岸展開上蓋施工階段。
- 2016年4月5日，珠海公路口岸封頂。
- 2017年4月19日，澳門邊檢大樓地庫工程完成，進入上蓋施工階段。
- 2017年6月28日，澳門邊檢大樓封頂[9]。
- 2017年12月18日，澳門邊檢大樓舉行亮燈儀式，而外牆工程亦在三日後完成[10]，是三地口岸項目中最早完工的一座。
- 2018年3月15日凌晨12時正，澳門邊檢大樓正式由珠海交付澳門，而分別屬於上海建工及中國港灣施工團隊的民工宿舍及項目部，亦分別在交付前後拆卸。
- 2018年8月15日，珠海公路口岸通過國家口岸辦驗收，成為三地口岸中最遲完工的一座。
- 2018年10月23日，港珠澳大橋與澳門邊檢大樓、珠海公路口岸一併開幕。
- 2018年10月24日，正式通車。

## 人工岛设施
人工岛设有珠海公路口岸及澳門邊檢大樓，由兩方巡邏路及中央較高、附有鐵絲網的圍網分隔，而在巡邏路後方另有較矮圍網再行分隔，只在由主橋匝道進出澳門位置設有開口（而在開口兩側分別有珠海公安及澳門海關哨崗）；同时人工岛东北方设有港珠澳大桥收费站。
另外，兩方口岸均由上海华东建筑设计研究院有限公司（ECADI）設計，當中澳門口岸具體設計由香港巴馬丹拿建築及工程師有限公司負責。

### 珠海公路口岸
珠海公路口岸位于人工岛北面，佔地約70.33万平方米，建筑面积为327,086平方米，顶棚面积为152,290平方米。由包括入境货检区、出境货检区、旅检区和口岸办公区组成。旅检区分为A、B两部分，其中珠港旅检楼（A区）总建筑面积16.81万平方米，珠澳旅检楼（B区）总建筑面积约4.29万平方米，两个区域通过架空通廊连接。
在珠海旅檢大樓內，另在出、入境區域各設十數間商店，但初期僅有找換店、手信店、肯德基和Starbucks開業，不少設施仍未完成裝修。，2024年8月10日，港珠澳大橋珠海口岸的商業配套「口岸天地」正式開業，有60家品牌在此設立門市。
珠港旅检楼（A区）共有四层（不含办公夹层）：三樓为免税商场；二樓为珠港旅客出境厅，设有20条自助通关通道和6条人工查验通道；一樓为珠港旅客入境厅；地下基本为架空层，为出港旅客候车大厅及设备用房。車道方面，旅檢大樓共有18条小客车通关查验通道及4条大巴通关查验通道；貨檢區設有53条車道。该楼还设有港珠澳大桥旅游检查厅，在出发及返回大厅各设置4条快捷通道及2条人工通道，可供旅客在不出境的情况下参加港珠澳大桥团队旅游活动。
珠澳旅检楼（B区）位于澳門邊檢大樓北侧，和澳门侧旅检功能区形成一栋建筑。旅检楼二樓为珠澳旅客出境厅；一樓为珠澳旅客入境厅；地下基本为架空层，纵跨出境客车检查区及出境货车货物检查区。在珠澳旅检楼，由於採用「合作查驗，一次放行」模式，因此只在珠海大樓近港珠澳大桥澳門邊檢大樓位置設有邊檢關卡。
現時該口岸的開放時間為24小時（自駕通關），旅檢大樓開放時間為每天早上八時至晚上十時（乘車或步行通關）。

### 澳門邊檢大樓

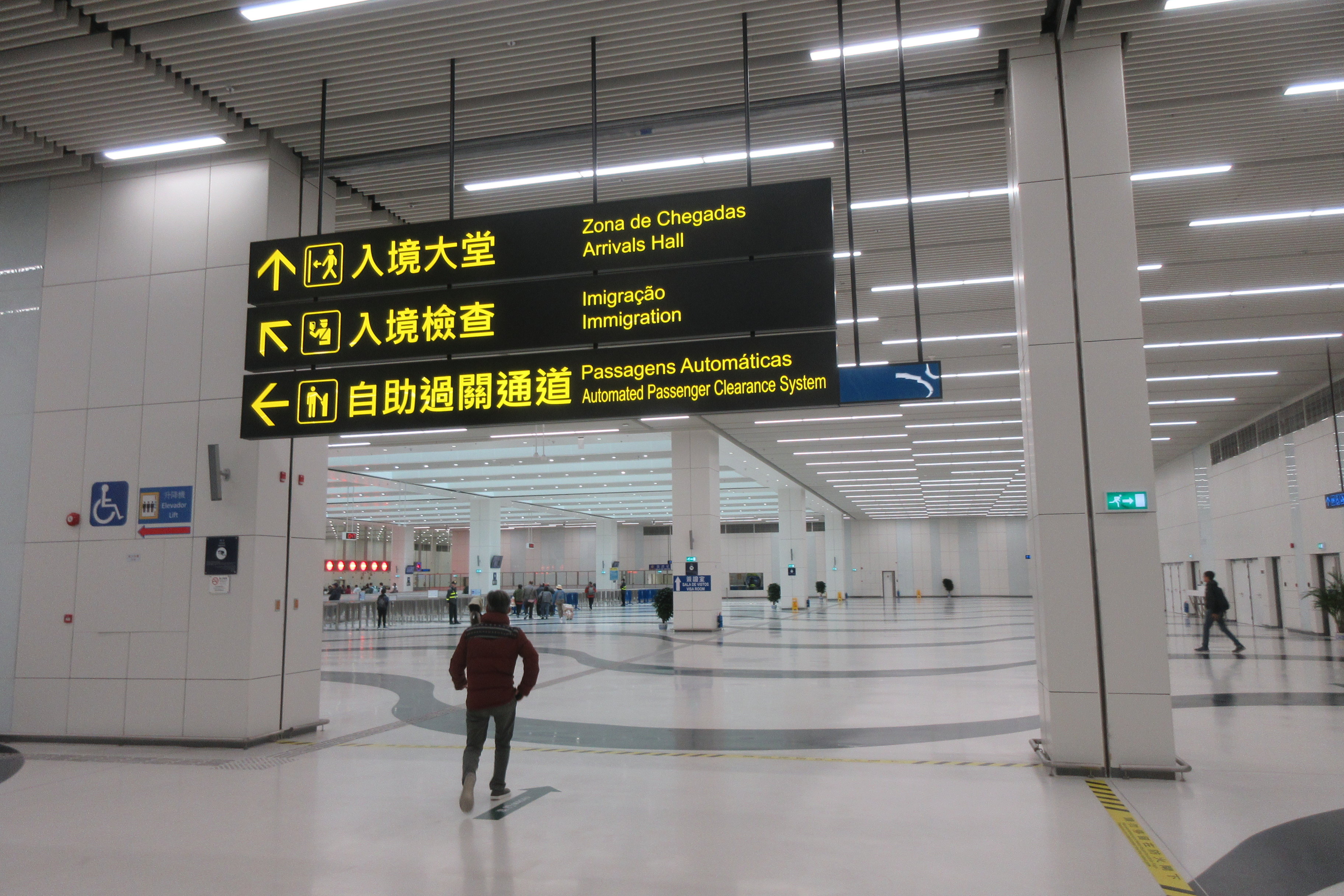
澳門口岸港澳入境大堂

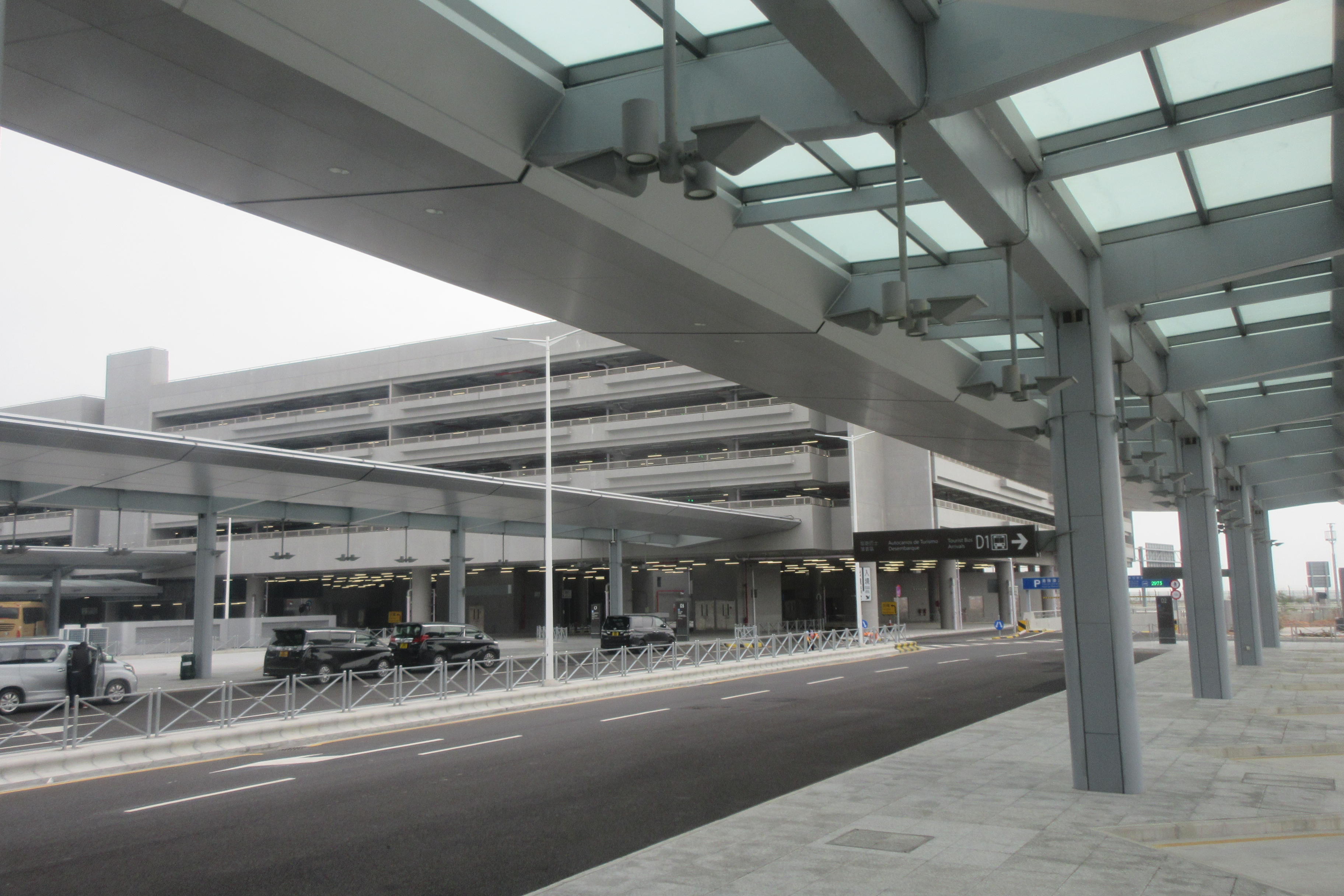
澳門口岸下客区及停车楼

港珠澳大橋澳門邊檢大樓（葡萄牙語：Edifício do Posto Fronteiriço de Macau da Ponte Hong Kong-Zhuhai-Macau；中國國內亦稱港珠澳大橋澳門口岸）位於人工島南面，佔地面積為71.62公頃，2016年12月動工興建，採用鋼框架結構興建；36條車道中，其中14條安裝新一代「車輛自動通關系統」，該口岸現為24小時開放。
澳門邊檢大樓一方，包括一座邊檢大樓，總建築面積達169,498平方米；7層高境內車庫樓（西停車場），總建築面積177,825平方米；7層高境外車庫樓（東停車場），建築總面積168,951平方米。面積約20萬平方米的市政道路，以及建築面積達4.5萬平方米的配套設施。
邊檢大樓內往珠海方向會採用「合作查驗，一次放行」新的通關模式。旅客出境時，先到達澳方安檢關檢區域，通過後到珠澳旅檢大廳接受雙方證件查驗，在港澳旅檢大廳再接受澳方出境查驗；而旅客入境時，在珠澳旅檢大廳先接受雙方證件查驗，而在港澳旅檢大廳則接受澳方入境查驗，查驗完成後在地下會合通過關檢區域。
現時邊檢大樓內已有店舖進駐，入境層有便利店，自助郵政局等，離境層有ATM和手信店等，而八達通及澳門通分別設有各自的穿梭巴士自助售票機，持信用卡需要在櫃檯購票。櫃檯服務職員表示除澳門幣外，不設其他貨幣找續。值得一提的是，在澳門境內離境和入境樓層之間設有一座小型兒童遊樂場。
另外，大橋的澳門管理區設有西停車場（境內）和東停車場（境外），其中西停車場有3,089個輕型汽車泊車位及2,054個重型及輕型摩托車泊車位，供澳門駕駛者使用，且毋需預約；東停車場有3,000個輕型汽車車位，供香港居民使用。當東停車場之車位餘額超過600個時不須預約泊位，而使用者最多可連續停泊8日，從2023年7月4日到2024年4月30日時，免泊車費用，從2024年5月1日起恢復收費，輕型汽車劃一每小時或不足一小時收費10澳門元。

### 陸空聯運設施
2014年11月，民航局表示，計劃在港珠澳大橋澳門人工島預留空間，為旅客提供陸空聯運，旅客毋須入境即可直接進入機場，節省過關時間。
2023年8月30日起，往返香港國際機場海天中轉大樓與澳門邊檢大樓之間的跨境巴士服務正式投入服務，同日起位於離境大堂1樓禁區前增設預辦登機及行李直掛服務，位於港澳離境大堂禁區地面層為往返香港機場的中轉巴士侯車室。
澳門國際機場於大橋澳門口岸設有值機服務中心，設於港澳出境大堂禁區地面層，為旅客提供購票、值機和「直通快線」無縫接駁至澳門國際機場禁區乘機等服務。中心於2023年9月下旬起正式運作，首階段以中國大陸及香港團體旅客為主，同時也服務經由香港乘坐港珠澳大橋穿梭巴士或自駕到澳門港珠澳大橋東停車場的客人，旅客可獲退回乘客服務費。團體旅客需持有當天有效由澳門國際機場搭乘航班的機票，於值機服務中心辦理登機手續後，便可乘坐無縫接駁的“直通快線”巴士服務直達至澳門國際機場禁區。值機服務中心的營運時間為每天10:00至18:00，而“直通快線”巴士服務班次為每45分鐘一班，將視乎需求調整班次。

### 供電、供水、警政等基建設施
珠海公路口岸由中國南方電網珠海供電局供電，並於人工島西北部設有兩座110千伏變電站，分別向珠海公路口岸及主橋（至粵港界）供電，而兩座變電站間有回路接駁，確保供電可靠性；當中，由吉大220千伏變電站至口岸變電站的供電電纜，取道口岸北方公交用便橋登島。所有相關設施已於2017年11月16日早上9時完工通電。在警政設施方面，珠海一方的公安、海關等部門辦公大樓設於珠海公路口岸區近澳門邊檢大樓出入口，共有四幢。
至於澳門口岸方面，則由澳門電力股份有限公司供電，變電站位於人工島西南角。而在通往澳門新城A區的出入口（近珠海一方行政大樓），另設有治安警察局分局及消防局行動站各一座。此外，海事及水務局亦在人工島東南角設立海事雷達站。

### 澳門跨境貨物轉運站
港珠澳大橋澳門跨境貨物轉運站（葡萄牙語：Posto de Transferência de Mercadorias Transfronteiriço de Macau da Ponte Hong Kong-Zhuhai-Macau），位於澳門口岸人工島南側，地段面積16,000平方米，包括設有20個“40呎貨櫃車泊位”及5個“冷凍櫃使用的供電泊位”。同時，站內設置有一台“秤重達100噸的地磅”及“供貨櫃車使用的消毒池”。香港跨境貨車無須在澳進行通關及清關手續，在進入轉運站後即可與澳門貨車完成貨物交收程序，並經由專用行車天橋直接駛返港珠澳大橋回程香港，轉運站為24小時運作並可提供約400架次香港貨車預約使用。
2023年6月，澳門特區政府表示，澳門跨境貨物轉運站預計2023年下半年投入運作，正研究收費安排等相關規定，具條件時將向外公布。土建部分已於該年5月上旬完工，未來對於進入貨物轉運站車輛，海關將根據經科局提供的實時資料監管有關車輛。營運服務已透過公開招標判給，正制定運作指引、訂定營運時間、使用流程及相關規定；按照設計，站內只提供港澳貨車集裝箱及散貨轉運服務，日後亦會預先與業界宣導工作。
2023年7月，特區公報刊登第27/2023號運輸工務司司長批示，運輸工務司司長將第59/2023行政命令所授予的、代表澳門特別行政區與香港特別行政區簽署有關港澳陸路過境交通安排的相關文件的權力轉授予交通事務局局長及其法定代任人。上述安排主要為進一步推動港澳兩地物流業務發展及經貿往來，有序落實兩地貨車使用港珠澳大橋運載貨物往來港澳的各項規定，便利兩地貨物交收及轉運。
2023年8月8日，澳門跨境貨物轉運站正式營運，每日24小時運作，分為集裝箱轉運區、散貨轉運區（貨台）及辦公樓，集裝箱轉運區提供集裝箱吊運服務；散貨轉運區貨台提供港澳貨車的貨物裝卸對接服務，使用服務需預約及預先繳付費用。清關安排方面，所有已進行營業稅登記的營運貨車在預約後可進入轉運站，而轉運站不設清關，經轉運站轉運的貨物，須於港珠澳大橋澳門海關站辦理清關手續。首日有24家企業在系統登記，合共106輛港澳貨車，站點每日承載約800架次車輛。

## 连接道路
珠海公路口岸连接港珠澳大桥珠海连接线，该连接线作为珠三角环线高速的一部分，由拱北灣大橋、拱北隧道等組成。连接线目前设有4个互通，方便车辆前往珠海各地。
另外，位于人工岛北面联络情侣南路的维修通道便桥在港珠澳大桥建设时期作为运送施工物料及工程车辆进出时使用，大桥开通后亦可供大桥工程及维修车辆、珠海公交车及其他車輛使用。
澳門邊檢大樓初期设经过澳門半島新城A區至黑沙環友誼圓形地的主幹道路，由馬萬祺博士大馬路、濠江圓形地及豚城大馬路組成。

## 往珠海接驳交通
珠海公路口岸提供市内公交车、口岸專線巴士、觀光巴士及珠海机场快线提供接駁服務，亦設有客運站提供跨市大巴服務。旅客出境後可乘搭港珠澳大橋穿梭巴士前往香港口岸。

### 大橋口岸樞紐

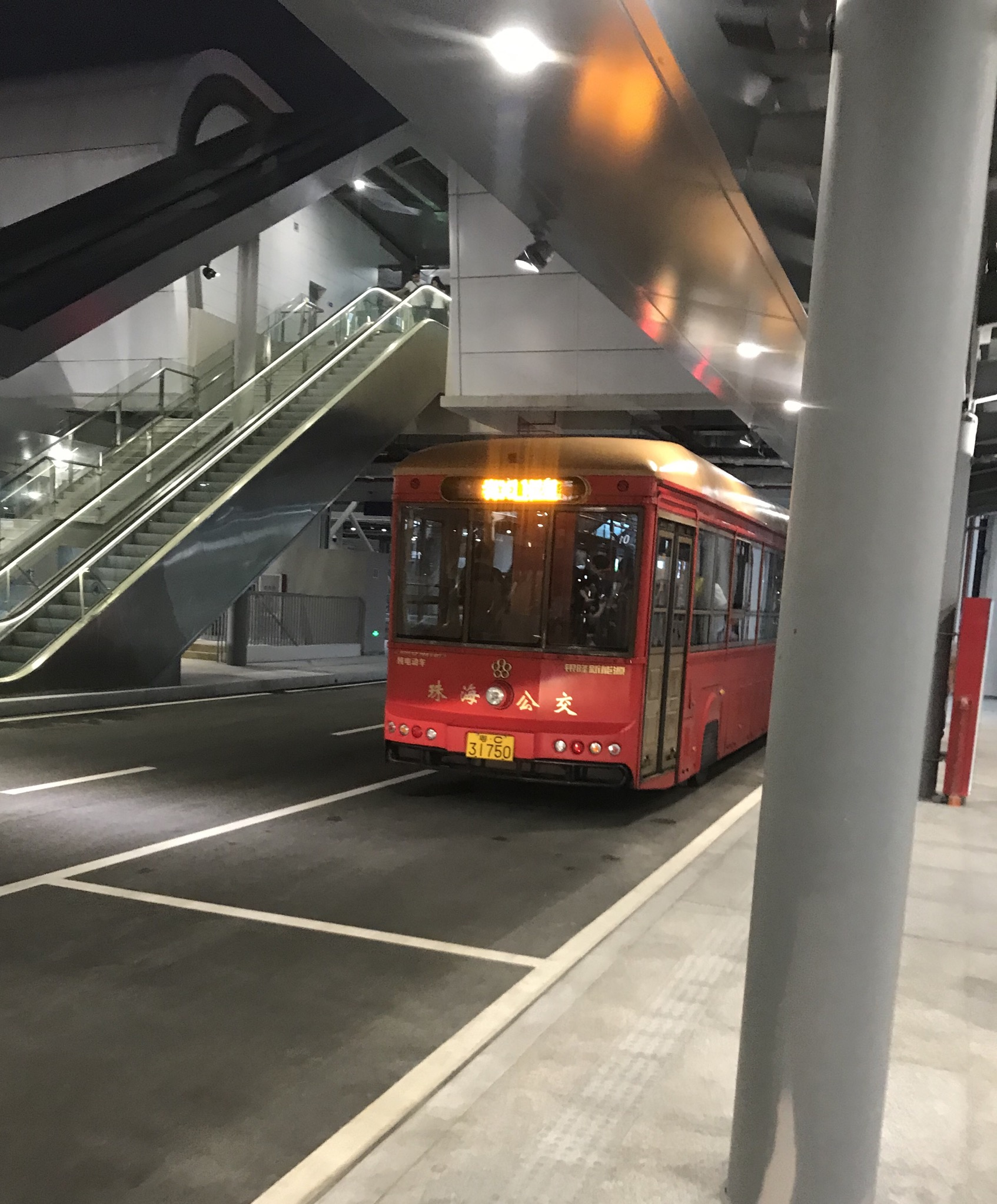
因口岸啟用而延伸的L1線巴士
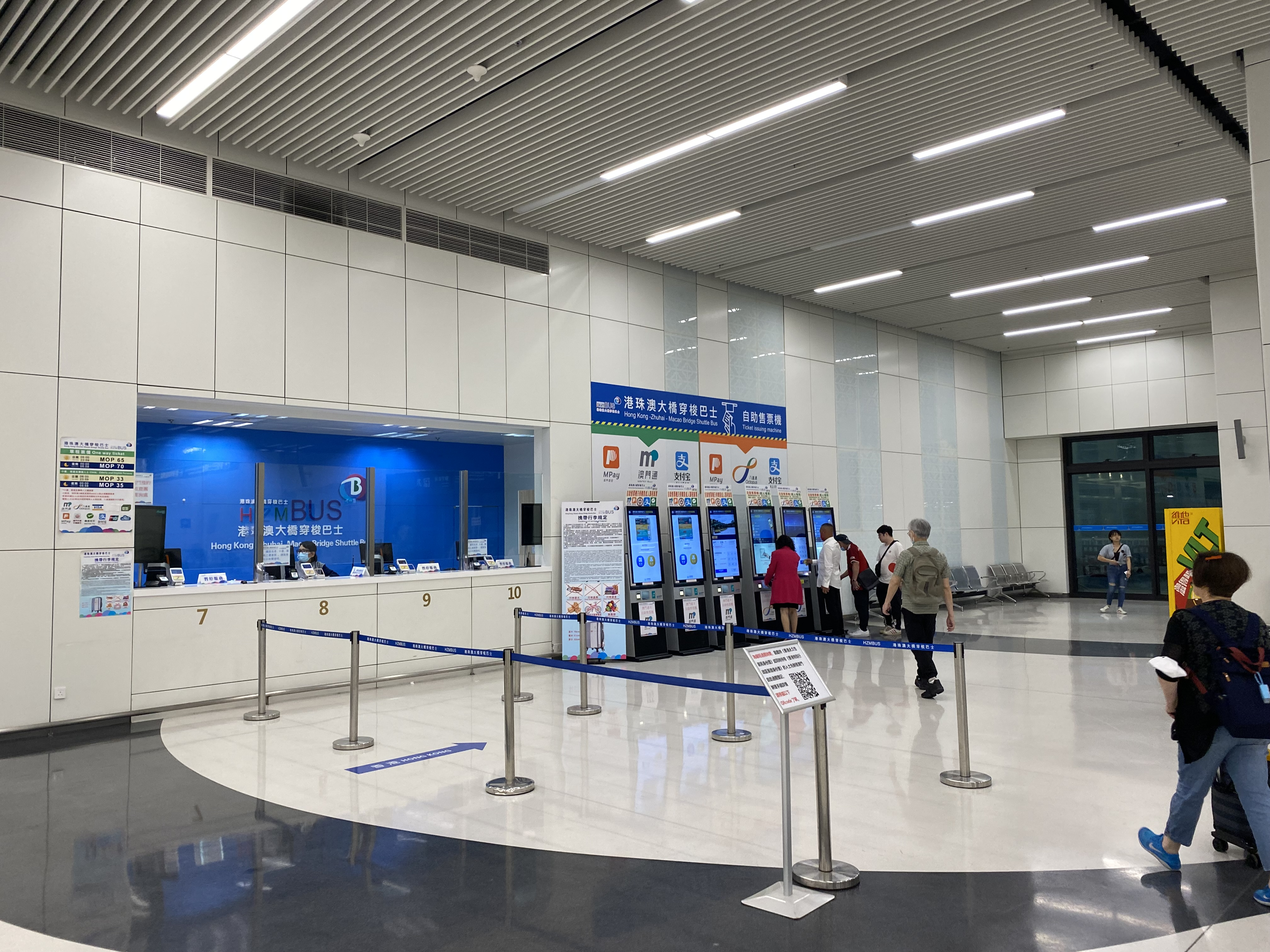
澳門口岸自助售票機
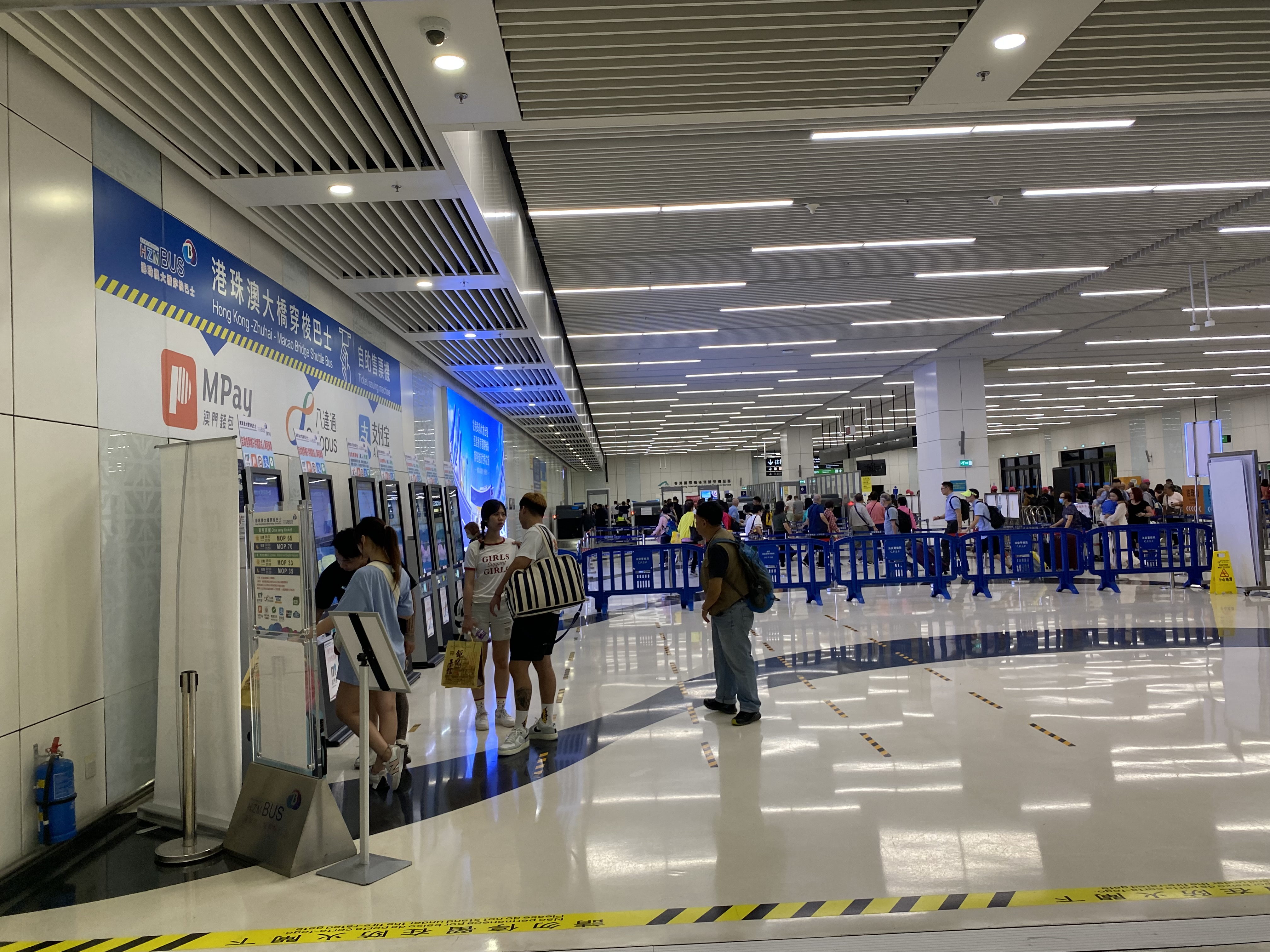
澳門口岸出境大堂

| \| 编号 \| 编号 \| 线路 \| 线路 \| 线路 \| 收费 \| 运营商 \| 备注 \| \| -------- \| ---------- \| ------------ \| ------ \| ------------ \| ---- \| -------- \| ---- \| \| \| 3 \| 佛径 \| 全程 ⇆ \| 大桥口岸枢纽 \| 1元 \| 珠海香洲 \| \| \| 短线 ← \| 3 \| 佛径 \| 唐家 \| \| 1元 \| 珠海香洲 \| \| \| \| 12 \| 珠海电台 \| 短线 → \| 大桥口岸枢纽 \| 1元 \| 珠海吉大 \| \| \| 海虹总站 \| 12 \| 全程 ⇆ \| \| 大桥口岸枢纽 \| 1元 \| 珠海吉大 \| \| \| \| 23 \| 上冲总站 \| ⇆ \| 大桥口岸枢纽 \| 1元 \| 珠海前山 \| \| \| \| 25 \| 屏北三路西 \| ⇆ \| 大桥口岸枢纽 \| 1元 \| 珠海吉大 \| \| \| \| J1拱北专线 \| 大桥口岸枢纽 \| ⇆ \| 城轨珠海站 \| 10元 \| 万达通 \| \| |            |              |        |              |      |          |      |
| 编号 | 编号       | 线路         | 线路   | 线路         | 收费 | 运营商   | 备注 |
| | 3          | 佛径         | 全程 ⇆ | 大桥口岸枢纽 | 1元  | 珠海香洲 |      |
| 短线 ← | 3          | 佛径         | 唐家   |              | 1元  | 珠海香洲 |      |
| | 12         | 珠海电台     | 短线 → | 大桥口岸枢纽 | 1元  | 珠海吉大 |      |
| 海虹总站 | 12         | 全程 ⇆       |        | 大桥口岸枢纽 | 1元  | 珠海吉大 |      |
| | 23         | 上冲总站     | ⇆      | 大桥口岸枢纽 | 1元  | 珠海前山 |      |
| | 25         | 屏北三路西   | ⇆      | 大桥口岸枢纽 | 1元  | 珠海吉大 |      |
| | J1拱北专线 | 大桥口岸枢纽 | ⇆      | 城轨珠海站   | 10元 | 万达通   |      |

- 因口岸啟用而延伸的L1線巴士
- 澳門口岸自助售票機
- 澳門口岸出境大堂

## 跨境交通

### 口岸穿梭巴士

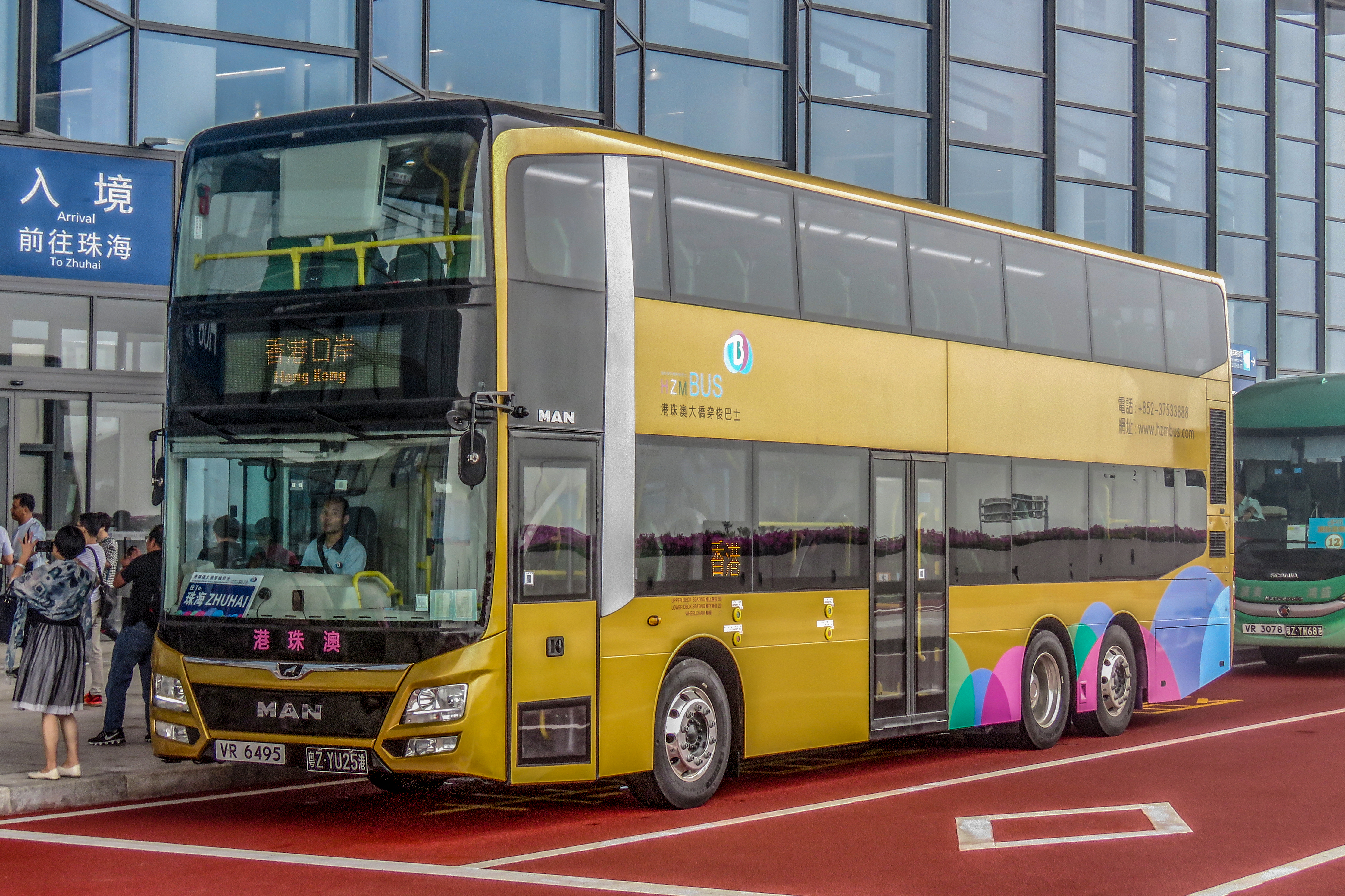
停靠在珠海公路口岸下客區的猛獅A95穿梭巴士

旅客可於澳門邊檢大樓或珠海公路口岸出境後乘搭二十四小時營運的港珠澳大橋穿梭巴士前往香港口岸。

### 跨境直通巴士
亦有跨境巴士公司開設跨境巴士來往香港市區與珠海公路口岸外，主要目的地包括珠海市的香洲區或橫琴粵澳深度合作區、江門市、中山市及陽江市等。配額方面為往返廣東省及香港為150個，供粤港合资公司運營。另有200个配额给现时行走其他口岸的粤港跨境巴士转走大桥。每一配额可于每日营运来回班次各一次。跨境巴士在大桥口岸区域内不允许接载新的旅客。
澳門方面，港澳快線、港澳一號及永東直巴設有跨境巴士線往返香港市區 （觀塘APM、九龍或佐敦）及澳門市區內的大型渡假村酒店 （新葡京酒店、澳門威尼斯人等） 。跨境巴士配額方面，港澳之間共50個，每日港澳比例為香港34個、澳門16個。

### 跨境出租車
大桥开通首3年安排粤港、港澳跨境出租车配额共250个。其中，粤港配额150个，港澳配额100个。每一配额可营运一辆跨境出租车，每日往来接送次数不限。
港澳配額合共為100個，其中香港為60個，澳門為40個，並分為供符合資格的公司申請，取得配額及有關陸路跨境客運准照的經營公司方可使用輕型客車、以預約形式提供往來澳門特別行政區與香港特別行政區之間的點對點客運服務，服務的起點站或終點站必須分別在香港及澳門境內且中途不可上落客；每一配額允許一台符合規格的輕型客車每天不限次數經大橋往來香港境內與澳門境內，但不可經大橋進出內地。第一組配額（12個）供符合資格的澳門陸路跨境客運公司申請，第二組配額（12個）供符合資格的澳門獲許可經營自行駕駛之機動車輛租賃業務的公司申請，第三組配額（16個）供符合資格的澳門持有旅行社准照的公司申請。澳門配額申請於2018年9月19日起接受申請，截至9月28日結束，共收到101份申請。

### 香港機場中轉巴士
2023年8月30日，澳門香港機場直達改為往返澳門口岸及香港國際機場海天中轉大樓，其中於澳門口岸的預辦登機服務中心正式運作，提供上游值機及行李直掛服務。初期服務時間為上午7時30分至晚上7時30分，每小時一班，由13部電動巴士營運，試運結束後將延長服務時間調整為上午6時至午夜12時。

## 其他
2022年，港珠澳大桥公路口岸加入国际金钥匙联盟，同时这也是大陆地区第一个引入此联盟服务的口岸。